# Woodiphora magnipalpis
Woodiphora magnipalpis är en tvåvingeart som beskrevs av Aldrich 1896. Woodiphora magnipalpis ingår i släktet Woodiphora och familjen puckelflugor. Inga underarter finns listade i Catalogue of Life.